# Els diables del mar
Els diables del mar (títol original en anglès Sea Devils) és una pel·lícula estatunidenca dirigida per Raoul Walsh, estrenada el 1953 i doblada al català.

## Argument[2]
El 1800, en plena guerra amb Napoleó, una espia britànica (Yvonne De Carlo) ha d'anar a França per informar la corona sobre els plans d'invasió marítima de l'emperador. Pel seu viatge, utilitza l'embarcació d'un contrabandista (Rock Hudson) que la confon ben aviat per espia francesa.

## Repartiment
- Yvonne De Carlo: Droucette
- Rock Hudson: Gilliatt
- Maxwell Reed: Rantaine
- Denis O'Dea: Lethierry
- Michael Goodliffe: Ragan
- Bryan Forbes: Willie
- Jacques B. Brunius: Joseph Fouché
- Gérard Oury: Napoléo
- Arthur Wontner: El baró de Vaudrec
- Keith Pyott: El general Latour
- Ivor Barnard: Benson
- Laurie Taylor: Blasquito